# Hillart Cropp

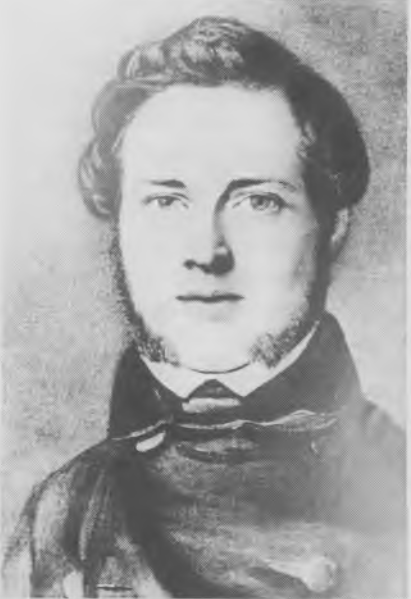
Hillerd Meinen Lüder Cropp

Hillert Meinen Lüders Cropp, auch: Hillerd Meinen Lüder Cropp (* 10. März 1808 in Fedderwarden; † 15. Januar 1861 in Oldenburg) war ein deutscher Jurist und Politiker. Er war Abgeordneter der Frankfurter Nationalversammlung für die Herrschaft Kniphausen.

## Herkunft und berufliche Laufbahn
Cropp war der Sohn des Arztes Georg Heinrich Cropp (1777–1839) und wuchs bei einem Onkel in Jever auf, wo er das Gymnasium besuchte. Ab 1827 studierte er Rechtswissenschaft an der Universität Göttingen und später an der Universität Jena. Ab 1832 war Cropp dann Rechtsanwalt in Kniphausen, Sengwarden und Jever. 1839 folgte die zweite juristische Hauptprüfung in Oldenburg, die er mit Auszeichnung bestand. 1840 übersiedelte er nach Oldenburg, wo er von 1841 bis 1860 als Obergerichtsanwalt tätig war.

## Politische Karriere
Cropp gehörte in Oldenburg von 1841 bis 1845 dem Literarisch-Geselligen Verein an, der im Vormärz die Keimzelle der sich langsam formierenden liberalen Opposition bildete. Allerdings ließ er in diesen Jahren noch keine ausgeprägten politischen Interessen erkennen und wurde lediglich als Verfasser eines plattdeutschen Fastnachtsschwanks bekannt, der 1843 erfolgreich aufgeführt wurde und im Druck mehrere Auflagen erlebte.
Nach dem Ausbruch der Revolution von 1848 beteiligte sich Cropp allerdings aktiv an der Volksbewegung. Er war Mitglied der am 17. März 1848 von einer Volksversammlung eingesetzten Zwölferkommission, die die Wahl eines oldenburgischen Vertreters für das Frankfurter Vorparlament organisierte. Die Wahl fiel auf Maximilian Heinrich Rüder, der als einflussreiches Mitglied im Literarisch-Geselligen Verein auch die Initiative zu der Volksversammlung gegeben hatte. Cropp wurde zu seinem Stellvertreter bestimmt. Beide reisten Ende März nach Frankfurt, wo die Beratungen zur Bildung des Vorparlaments begonnen hatten. Im April 1848 kandidierte Cropp bei der Wahl zur Nationalversammlung, blieb aber erfolglos. Erst als der winzigen Herrschaft Kniphausen im Mai 1848 überraschend ein eigener Abgeordneter zugestanden wurde, konnte er sich dieses Mandat sichern. In der Nationalversammlung, der er bis zum 30. Mai 1849 angehörte, schloss er sich den Gruppen des linken Zentrums an, aus denen die Fraktion Württemberger Hof hervorging. Nach seiner Rückkehr nach Oldenburg wurde Cropp 1850 Mitglied des Stadtrates in Oldenburg und Abgeordneter des Allgemeinen Landtags des Großherzogtums Oldenburg. Später zog er sich aus der Politik zurück und konzentrierte sich auf seine Anwaltspraxis.

## Familie
In erster Ehe war er verheiratet mit Elisabeth Thöle (1815–1843), Tochter des Gastwirts Hinrich Thöle aus Oldenburg. Aus der Ehe gingen die zwei Söhne Georg und Johann (Zwillinge) hervor. Georg wurde später oldenburgischer Forstmeister. In zweiter Ehe war er mit Caroline Philippine Josephine Meyer (1824–1904) Tochter von A. G. Meyer, Zimmerermeister zu Oldenburg, verheiratet. Mit ihr hatte er abermals zwei Söhne, Anton und Heinrich.